# Xerophyta goetzei
Xerophyta goetzei là một loài thực vật có hoa trong họ Velloziaceae. Loài này được (Harms) L.B.Sm. & Ayensu miêu tả khoa học đầu tiên năm 1974.